# Saldubella brevis
Saldubella brevis är en tvåvingeart som beskrevs av James 1977. Saldubella brevis ingår i släktet Saldubella och familjen vapenflugor. Inga underarter finns listade i Catalogue of Life.